# Adoxomyia sarudnyi
Adoxomyia sarudnyi är en tvåvingeart som först beskrevs av Pleske 1903.  Adoxomyia sarudnyi ingår i släktet Adoxomyia och familjen vapenflugor. Inga underarter finns listade i Catalogue of Life.